# Đồng bằng duyên hải miền Trung
Đồng bằng duyên hải miền Trung là một dải các đồng bằng duyên hải ở miền Trung của Việt Nam, kéo dài từ Thanh Hóa đến Bình Thuận. Do cấu tạo địa chất, địa hình, vị trí với đường xích đạo, chí tuyến đã dẫn tới việc phân chia rõ rệt về khí hậu, thời tiết thành 2 vùng riêng biệt là Bắc Trung Bộ và Duyên hải Nam Trung Bộ.

### Địa hình
Diện tích : khoảng 15.000km2

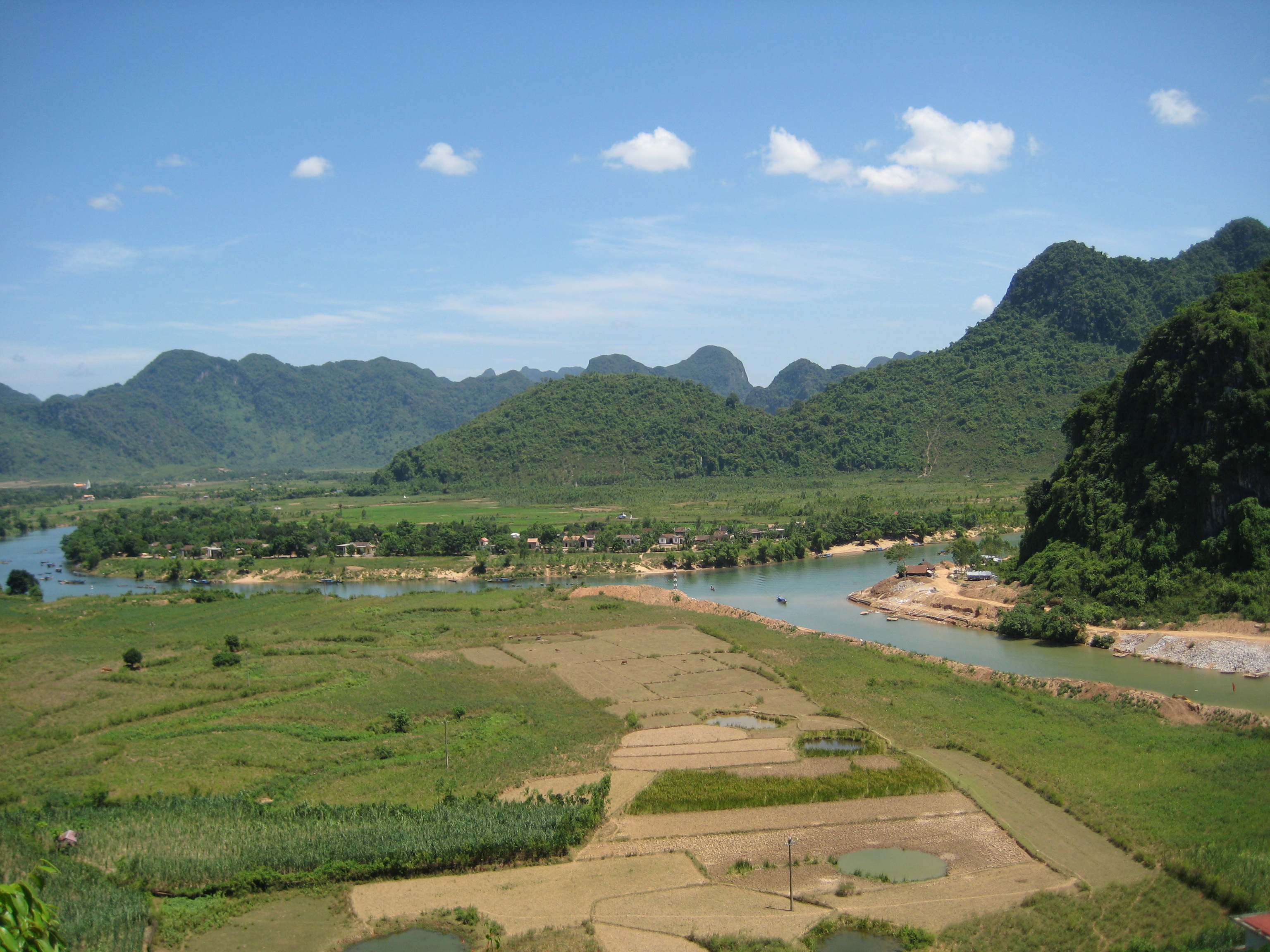
Khu vực Phong Nha – Kẻ Bàng ở Quảng Bình

Tất cả các đồng bằng miền Trung đều bắt nguồn từ một lịch sử thống nhất liên quan đến quá trình biển tiến – mài mòn mà dấu tích ngày nay là các bậc thềm đánh dấu sự dao động của mực nước qua các thời kì băng hà tan.
Đi từ trong ra phía biển, địa hình thấp dần: 40-25m, 25-15m, 15-5m, 5-4m, và có tuổi trẻ dần. Điều đó chứng tỏ địa hình được nâng cao dần và liên tục. Bờ biển lùi ra xa, các con lươn con trạch tạo nên những cồn cát và bán đảo.
Ở đồng bằng duyên hải miền Trung có những cồn cát cao tới 40-50m, và giữa chúng hình thành những mạch nước ngọt ngầm phun lên như ở Bàu Tró (Quảng Bình).
Địa hình đồng bằng bị cắt xẻ bởi các nhánh núi ăn sát ra tới biển như: dãy núi Hoành Sơn–đèo Ngang, dãy núi Bạch Mã–đèo Hải Vân, dãy núi Nam Bình Định–đèo Cả. Vì vậy, địa hình đồng bằng duyên hải miền Trung mang tính chất chân núi – ven biển.
Ngoài bị cắt xẻ ngang bởi các nhánh núi ăn sát ra biển, thì ở đây còn có sự phân chia dọc theo đồng bằng, đi từ trong ra ta sẽ gặp: cồn cát → đụn cát → đồi núi sót → mõm đá.
Phía trong các cồn cát là các đồng bằng nhỏ hẹp có thể canh tác nông nghiệp. Còn ở dưới chân núi là vùng sỏi đá khô cằn, cỏ cây hoang dại mọc.

### Khí hậu và thời tiết

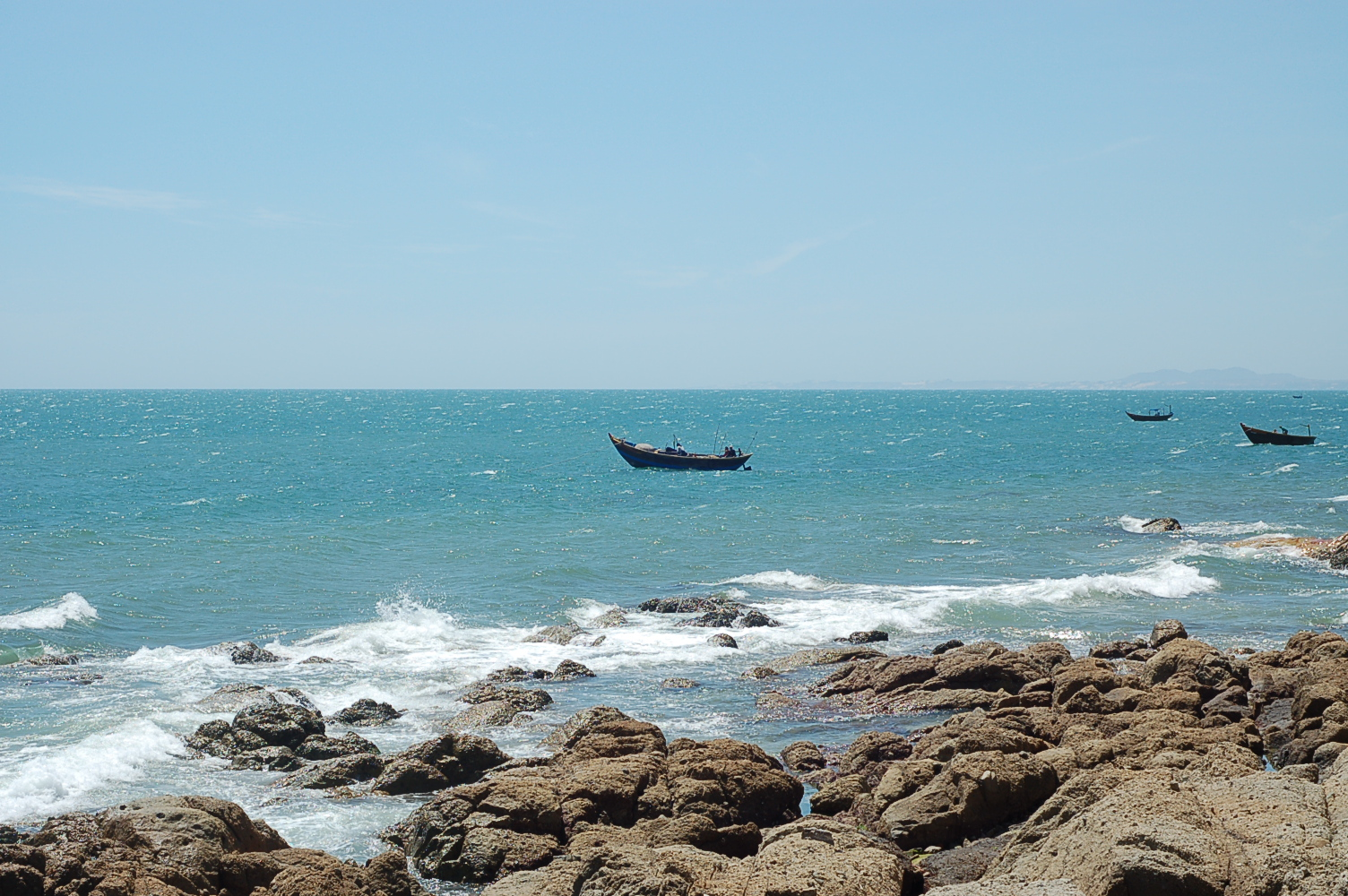
Mũi Né ở Bình Thuận

Phần lớn khu vực thuộc miền khí hậu đông Trường Sơn, dẫn tới khu vực Bắc Trung Bộ chịu chế độ gió mùa mùa đông từ phía Đông, còn khu vực Duyên hải Nam Trung Bộ phần lớn chịu ảnh hưởng của gió mùa mùa hạ và gió Tây khô nóng (gió Lào).
Vùng này cũng là nơi chịu rất nhiều ảnh hưởng của các cơn bão, tập trung nhiều về tháng 9, 10, 11, 12. Trung bình có từ 0,3 đến 1,7 cơn bão/ tháng. Đặc biệt vào tháng 9, tại khu vực Bắc Trung Bộ trung bình có 1,5 cơn bão/tháng, tất cả các cơn bão đều từ hướng đông, đông bắc đổ vào.
Bên cạnh đó, đồng bằng duyên hải miền trung cũng là một vùng đất có nhiều thuận lợi trong việc phát triển kinh tế, đặc biệt là kinh tế biển. Nơi đây tập trung nhiều ngư trường lớn, chủ yếu là ở Nam Trung Bộ.những cồn cát này được gió vun lên thành những đụn cát và ngăn chặn các đầm phá. Cùng thời gian đó hình thành nên các đảo